# كريستيان كوستوف
كريستيان كونستانتينوف كوستوف (البلغارية: Кристиан Константинов Костов ، الروسية: Кристиа́н Константи́нов Ко́стов ؛ من مواليد 15 مارس 2000) مغني بلغاري روسي.